# Mirogoj

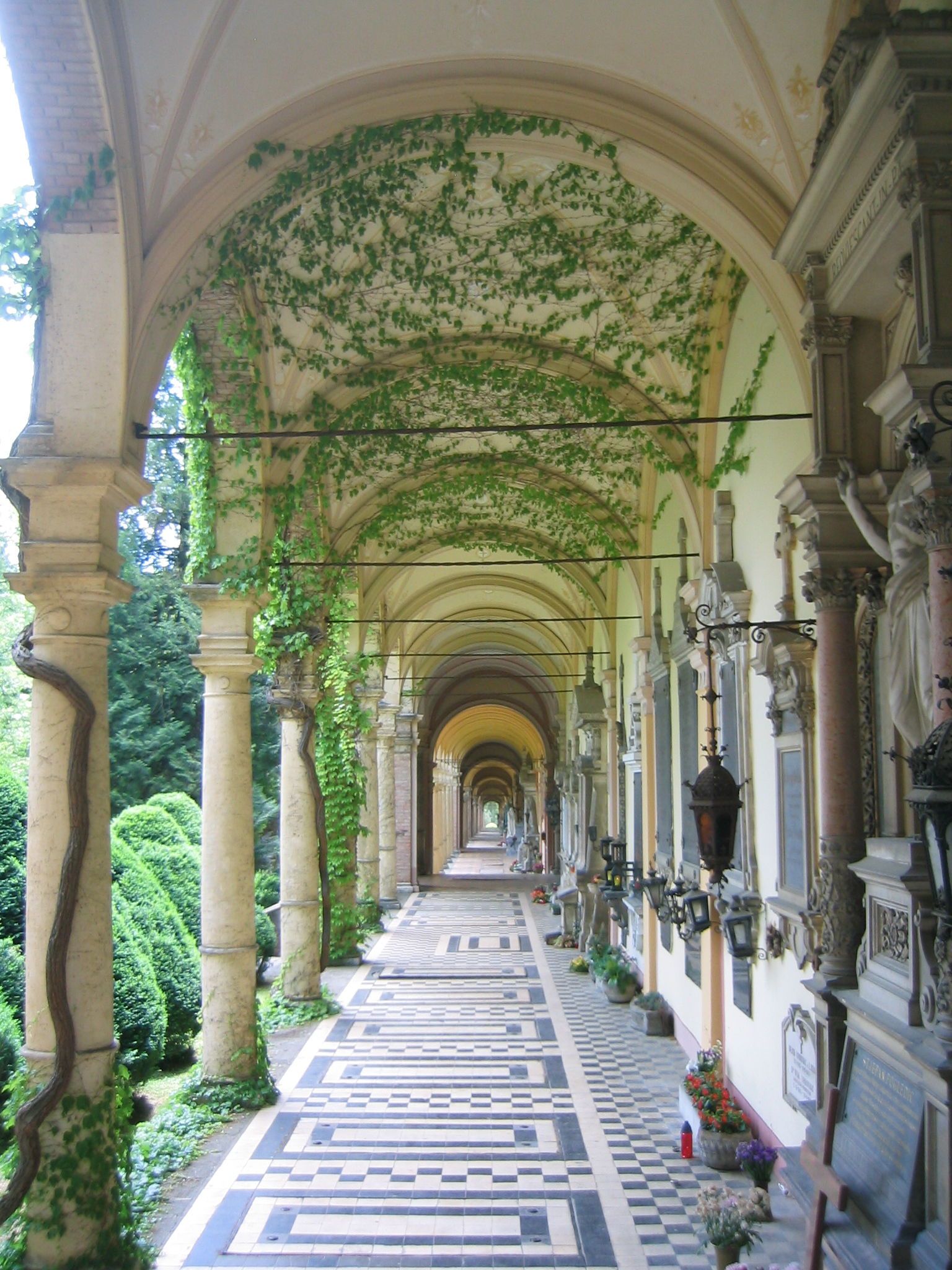
Arkády

Mirogoj je centrální hřbitov chorvatského hlavního města Záhřebu. S rozlohou téměř 7 hektarů je největším hřbitovem v Chorvatsku.
Vzhledem k tomu, že je vybudován jako park, k jeho architektonicky cenným budovám a množství hrobů významných osobností patří k turistickým pamětihodnostem ve městě.
Na hřbitově Mirogoj se nachází díla mnoha známých sochařů a umělců jako jsou Antun Augustinčić, Dušan Džamonja, Robert Frangeš Mihanović, Ivo Kerdić, Frano Kršinić, Ivan Meštrović, Edo Murtić, Vanja Radauš, Ivan Rendić, Jozo Turkalj a Rudolf Valdec.
Na hřbitově mají prostor všechna náboženství, jsou zde hroby lidí katolického, pravoslavného, protestantského vyznání i stoupenců judaismu nebo islámu či lidí bez vyznání.
Hřbitov je tématem známé básně českého básníka Jiřího Wolkera.

## Historie
Hřbitov Mirogoj byl založen v roce 1876 na pozemcích patřících chorvatskému jazykovědci a spisovateli Ljudevitu Gajovi. Do té doby existovalo v Záhřebu deset menších hřbitovů, které všechny Mirogoj nahradil. Hlavní budovu navrhl architekt Hermann Bollé. Stavba arkád, kupole a kostela nad vstupním portálem začala v roce 1879. Stavební práce byly dokončeny v roce 1929.
19. srpna 1991 zde došlo k bombovému útoku, kdy byla výbušnina odpálena v blízkosti židovských hrobů. Šlo o součást operace pod falešnou vlajkou jugoslávské vojenské kontrarozvědky (Kontraobaveštajna služba) s krycím názvem Operace Labrador, která měla světovým médiím a veřejnému mínění poskytnout obraz Chorvatska jako profašistické země. Při útoku došlo jen k materiálním škodám.

## Poloha

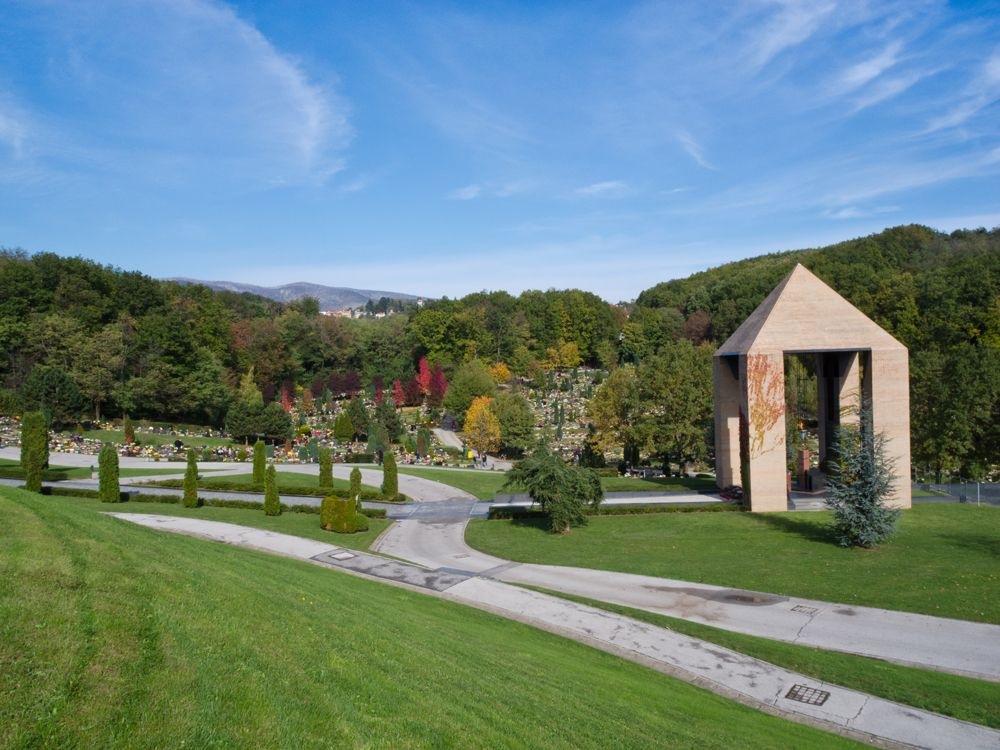
Pohled na alej s urnami

Hřbitov v parkové úpravě se rozkládá na jednom z hřbetů záhřebského pohoří Medvednica. Leží zřetelně výše než centrum města, přesto je vzdálen jen několik minut jízdy automobilem.

## Pomníky

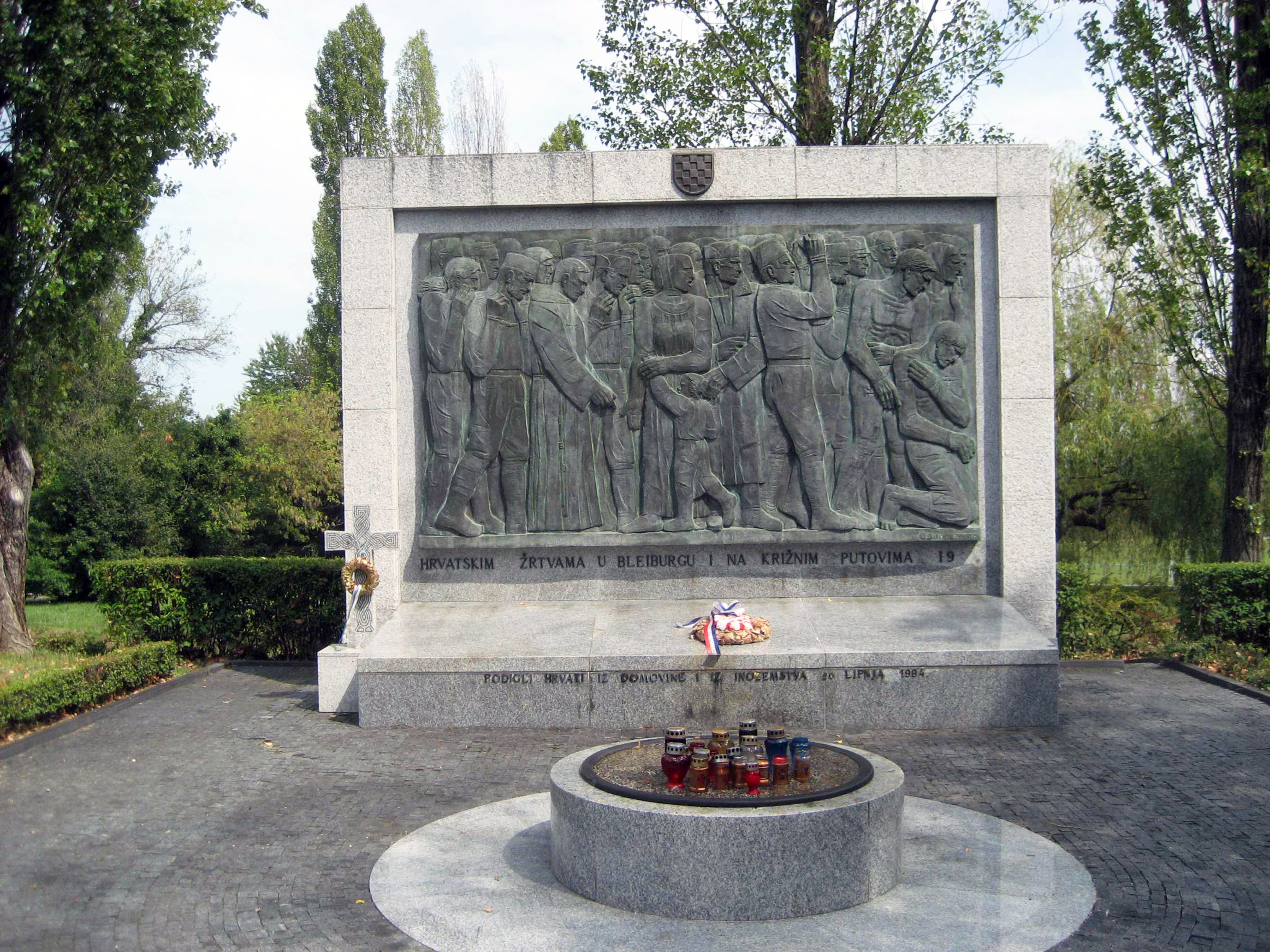
Pomník obětem Masakru u Bleiburgu a Kreuzweges (1994)

Na hřbitově jsou kromě jiných tyto pomníky:
- Pomník obětem první světové války (1919)
- Pomník národním hrdinům Jugoslávie
- Pomník příslušníku chorvatské Národní gardy (1993)
- Pomník obětem Masakru u Bleiburgu (1994)
- Pomník „Hlas chorvatských obětí“ (chorvatské oběti války za nezávislost)

## Pohřbené osobnosti

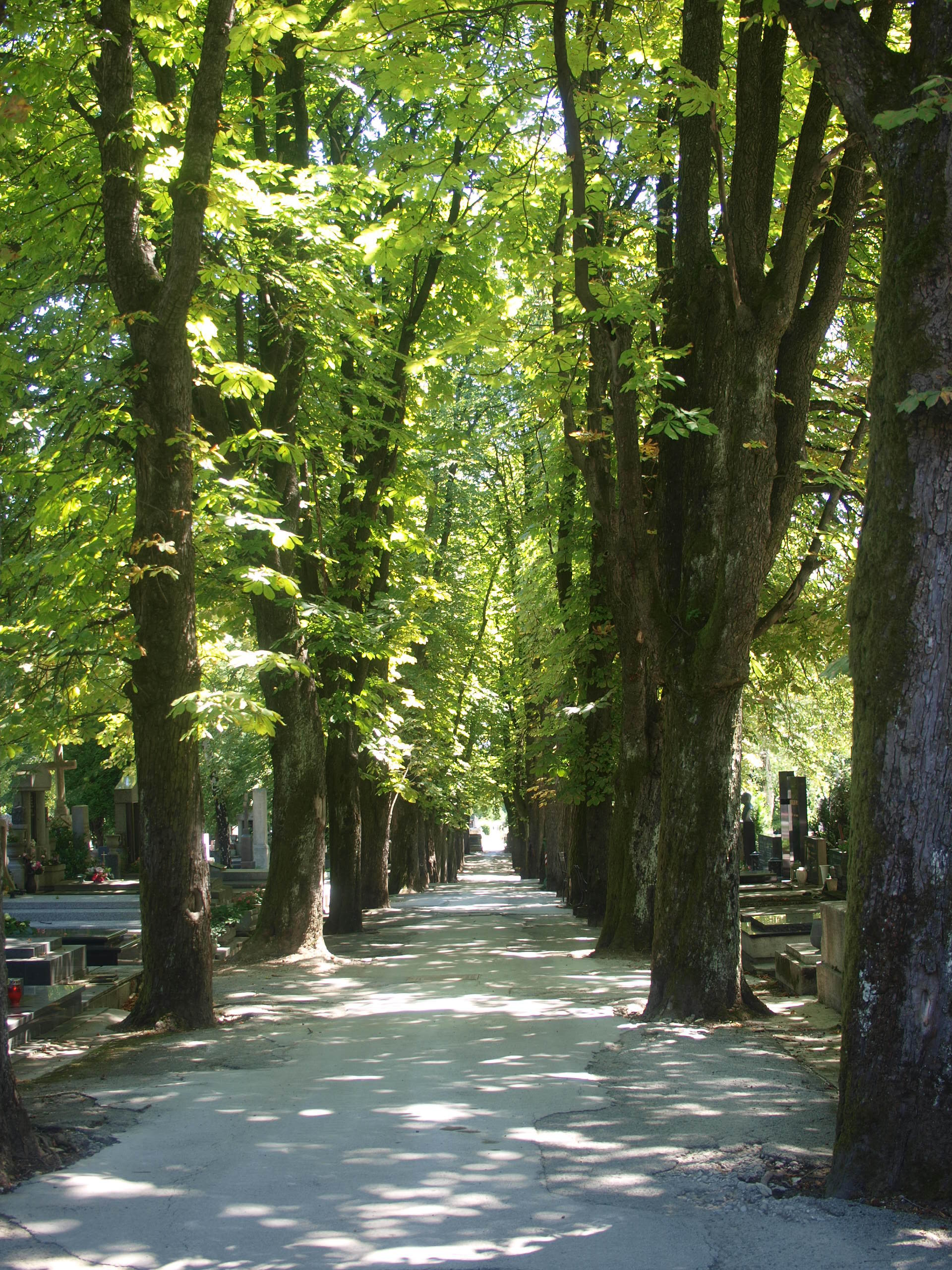
Alej na hřbitově Mirogoj

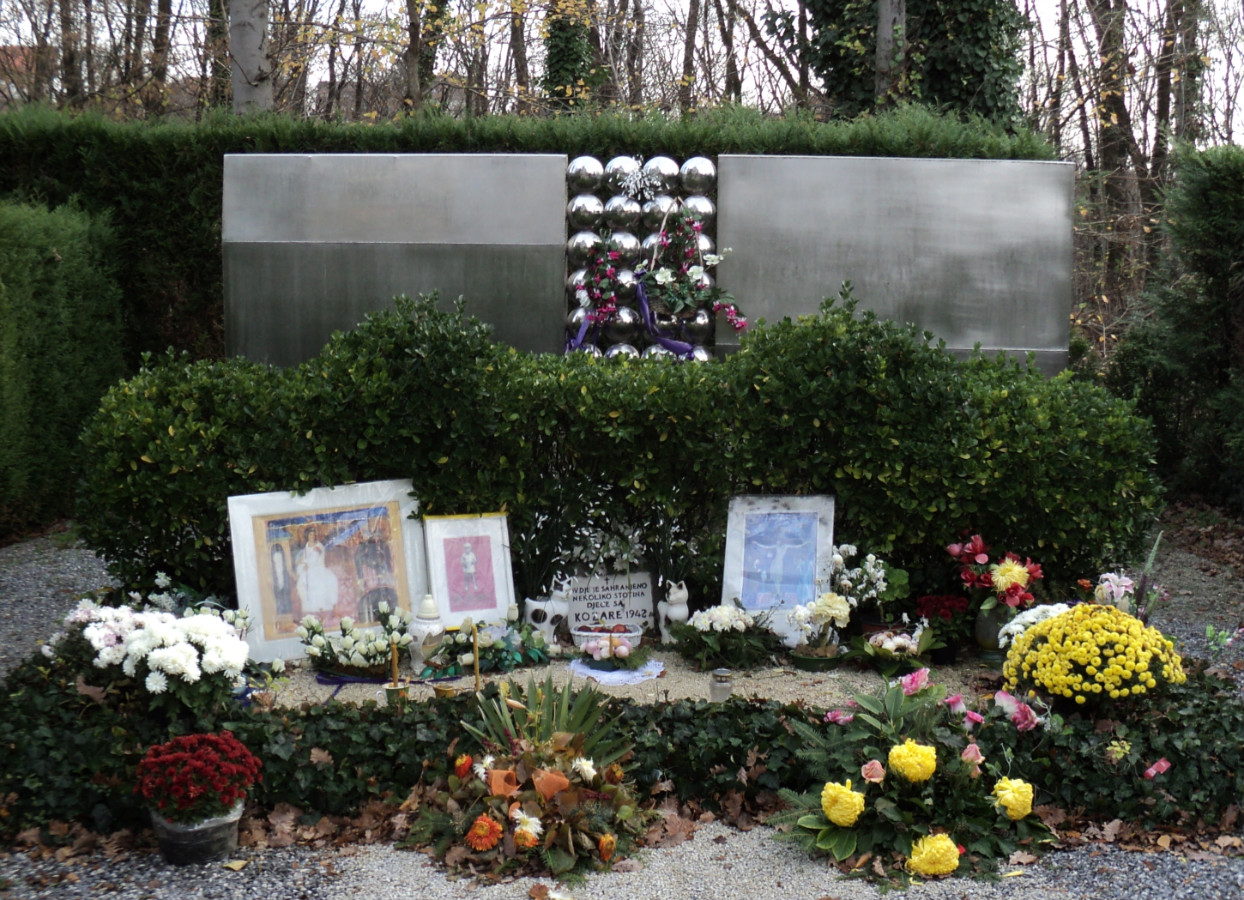
Pomník dětem z oblasti Kozary: 400 místních dětí zahynulo v ustašovských koncentračních táborech

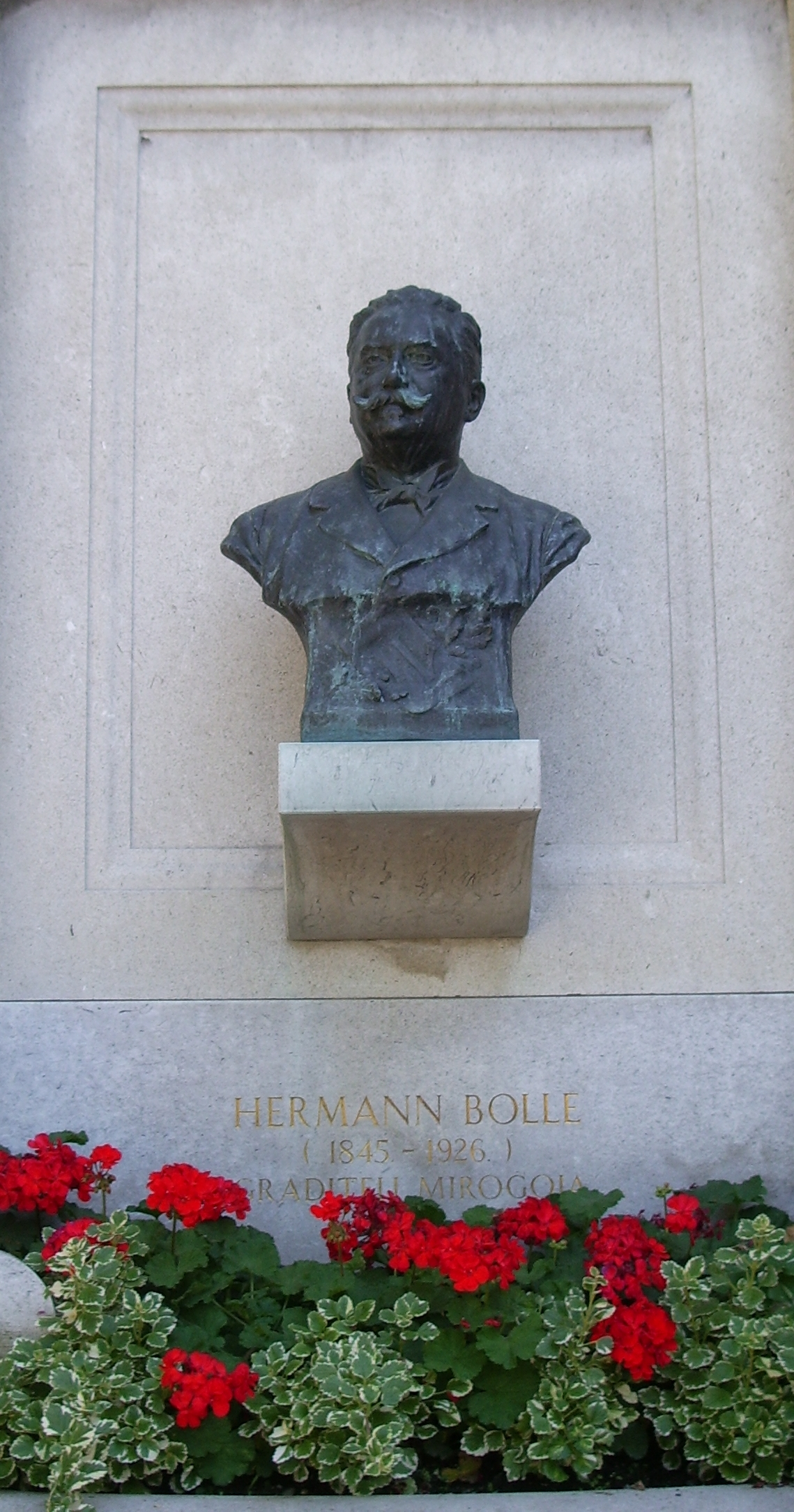
Busta Hermanna Bollé u vstupu na hřbitov

- Tugomir Alaupović (1870–1958), spisovatel
- Vladimir Bakarić (1912–1983), politik
- Vladimir Becić (1886–1954), malíř
- Milan Begović (1876–1948), spisovatel
- Bruno Bušić (1939–1978), novinář
- Dobriša Cesarić (1902–1980), spisovatel
- Enver Čolaković (1913–1976), spisovatel
- Krešimir Ćosić (1948–1995), basketbalista
- Dimitrija Demeter (1811–1872), spisovatel
- Žarko Dolinar (1920–2003), stloní tenista
- Janko Drašković von Trakošćan (1770–1856), politik a spisovatel
- Franjo Dugan (1874–1948), skladatel
- Petar Dumičić (1901–1984), pianista
- Božidar Finka (1925–1999), lingvista
- Ljudevit Gaj (1809–1872), vedoucí osobnost a spoluzakladatel illyrismu
- Fran Galović – spisovatel
- Jakov Gotovac – skladatel, dirigent
- Vladimir Gotovac – básník a politik
- Vjekoslav Heinzel – architekt
- Aleksandar Horvat – politik
- Ivo Horvat – botanik
- Josip Horvat – publicista a historik
- Rudolf Horvat – historik a politik
- Dubravko Horvatić – spisovatel
- Vojin Jelić – spisovatel
- Sida Košutić – spisovatelka
- Ivo Kozarčanin – spisovatel
- Miroslav Krleža – spisovatel
- Vatroslav Lisinski – skladatel, spoluzakladatel illyrismu
- Vladko Maček – politik
- Nikola Mašić – malíř
- Lovro von Matačić – dirigent
- Antun Gustav Matoš – spisovatel
- Ivan Mažuranić – spisovatel
- Ivana Brlić-Mažuranić – autorka
- Andrija Mohorovičić – meteorolog a geofyzik
- Edo Murtić – malíř
- Vladimir Nazor – spisovatel
- Maximilian Njegovan – admirál
- Krsto Odak – skladatel
- Vlaho Paljetak – zpěvák, skladatel
- Boris Papandopulo – skladatel
- Slavoljub Eduard Penkala – vynálezce
- Rudolf Perešin – pilot
- Dražen Petrović – basketbalista
- Gajo Petrović – filosof
- Vladimir Prelog – nositel Nobelovy ceny za chemii
- Petar Preradović – důstojník, spisovatel
- Braslav Rabar – spisovatel
- Franjo Rački – historik, spisovatel a politik
- Stjepan Radić – politik
- Mladen Ramljak – fotbalista
- Ivo Robić – zpěvák
- Vladimir Ruždjak – zpěvák a skladatel
- Branimir Sakač – skladatel
- Mirko Seljan – cestovatel a objevitel
- Ivan Slamnig – básník
- Tadija Smičiklas – historik, spisovatel a politik
- Antun Stipančić – stolní tenista
- Rudi Supek – sociolog
- August Šenoa – spisovatel
- Ivica Šerfezi – zpěvák
- Antun Branko Šimić – spisovatel
- Dinko Šimunović – spisovatel
- Božidar Širola – skladatel
- Milan Šufflay – historik
- Stjepan Šulek – skladatel, dirigent
- Ivan Supek – fyzik/spisovatel; předseda Chorvatské akademie věd
- Gojko Šušak – politik
- Miroslav Šutej – pop-artový umělec
- Tvrtko Švob – biolog
- Dragutin Tadijanović – spisovatel
- Nikola Tanhofer – režisér
- Ivan Tišov – malíř
- Ante Miko Tripalo – politik
- Milka Trnina – operní zpěvačka
- Jagoda Truhelka – autorka
- Franjo Tuđman – prezident
- Tin Ujević – básník
- Stanko Vraz – spisovatel
- Bernard Vukas – fotbalista
- Ljudevit Vukotinović – lyrik
- Ivan Zajc – skladatel
- Branko Zebec – fotbalový trenér
- Vladimir Žerjavić – historik